# Сара Шахи
Ахо Јахансоуцшахи (перс. آهو جهانسوز شاهی; Јулес, 10. јануар 1980), позната као Сара Шахи (перс. سارا شاهی‎), америчка је глумица и манекенка.

## Детињство и младост
Рођена је 10. јануара 1980. године у Јулес, у Тексасу. Ћерка је Абаса Јахансоуцшахија и Махонир Сороушазар, који су се развели када је имала десет година. Отац јој је из Ирана, а родну државу је напустио с породицом две године пре иранске револуције. Мајка јој је рођена у Шпанији, у породици Персијца и Шпањолке. Има старијег брата Сајруса и млађу сестру Саманту.

## Приватни живот
Дана 7. фебруара 2009. удала се за глумца Стива Хауија у Лас Вегасу. У јулу 2009. родила је сина. У јануару 2015. објавила је да је трудна и да носи близанце. У марту је родила сина и ћерку. У мају 2020. поднела је захтев за развод брака, који је финализован у јануару 2021. године. Током 2020. почела је да се забавља с аустралијским глумцем Адамом Демосом ког је упознала на снимању серије Секс и живот.

## Филмографија

### Филм
| Улоге  |                                |               |                |             |
| Година | Српски назив                   | Изворни назив | Улога          | Напомена    |
| 2003.  | Правна плавуша 2               |               | Беки           | непотписана |
| 2007.  | Гас до даске 3                 |               | Зои            |             |
| 2022.  | Црни Адам                      |               | Адријана Томаз |             |
| 2023.  | Црвена, бела и краљевско плава |               | Захра Бенкстон |             |

### Телевизија
| Улоге            |                           |               |                           |                                                        |
| Година           | Српски назив              | Изворни назив | Улога                     | Напомена                                               |
| 2000.            | Сви градоначелникови људи |               | удавача                   | 1 епизода                                              |
| 2001—2002.       | Алијас                    |               | Џени                      | 7 епизода                                              |
| 2003.            | Фрејжер                   |               | рецепционерка             | 1 епизода                                              |
| 2003.            | Досонов свет              |               | Сејди Шо                  | 3 епизоде                                              |
| 2003.            | Ургентни центар           |               | Тара Кинг                 | 1 епизода                                              |
| 2004, 2007.      | Риба                      |               | Кејт / Бриџет             | 2 епизоде                                              |
| 2005.            | Ловци на натприродно      |               | Констанс Велч             | 1 епизода                                              |
| 2005—2009.       | Женске приче              |               | Кармен де ла Пика Моралес | 26 епизода                                             |
| 2007.            | Породица Сопрано          |               | Сонја Арагон              | 1 епизода                                              |
| 2012—2013; 2018. | Чикаго у пламену          |               | Рене Ројс                 | 9 епизода                                              |
| 2013—2016.       | Стална мета               |               | Самин Шо                  | споредна улога (2. сезона); главна улога (3—5. сезона) |
| 2015.            | Реј Донован               |               | Хасмиг                    | 1 епизода                                              |
| 2021—2023        | Секс и живот              |               | Били Конели               | главна улога                                           |